# Ngantungan
Ngantungan is een bestuurslaag in het regentschap Pasuruan van de provincie Oost-Java, Indonesië. Ngantungan telt 2660 inwoners (volkstelling 2010).